# Kurów (Kołbaskowo Kommune)
Kurów (tysk: Kurow) er en landsby i det vestlige Polen, i zachodniopomorskie voivodskab, Kołbaskowo Kommune (Stettin Byområde).

## Transport
- vejen til Szczecin over Ustowo
- vejen til Kołbaskowo over Siadło Górne

## Natur (omegn) og turisme
- floden Oder
- Naturreservat: polsk: Rezerwat Kurowskie Błota i Park Krajobrazowy Dolina Dolnej Odry
- Bygning (19. århundrede) i Kurów

## Byer ved Kurów
- Szczecin
- Gryfino
- Police
- Penkun (Tyskland)
- Gartz (Oder) (Tyskland)

## Landsbyer ved Kurów
- Kołbaskowo
- Przecław (Kołbaskowo Kommune)
- Moczyły
- Smolęcin
- Siadło Górne
- Siadło Dolne
- Ustowo
- Rajkowo
- Ostoja